# سازمان جهانی طراحی
سازمان جهانی طراحی (به انگلیسی: World Design Organization) (دبلیودی‌او) در سال ۱۹۵۷ میلادی توسط گروهی از سازمان‌های بین‌المللی با تمرکز بر طراحی صنعتی تأسیس شد. دبلیودی‌او که قبلاً به عنوان «شورای بین‌المللی انجمن‌های طراحی صنعتی» شناخته می‌شد، یک انجمن جهانی است که طراحی بهتر را در سراسر جهان ترویج می‌کند. امروزه دبلیودی‌او بیش از ۱۷۰ سازمان عضو در بیش از ۴۰ کشور جهان دارد، که حدود ۱۵۰٬۰۰۰ طراح را نمایندگی می‌کنند.
هدف اصلی انجمن، پیشبرد رشتهٔ طراحی صنعتی در سطح بین‌المللی است. برای انجام این کار، دبلیودی‌او تعدادی ابتکار جذاب جهانی را برای حمایت از اثربخشی طراحی صنعتی در تلاش برای رسیدگی به نیازها و آرزوهای مردم در سراسر جهان، بهبود کیفیت زندگی و همچنین کمک به بهبود اقتصاد ملل انجام می‌دهد.

## تاریخچه
ژاک وینو برای اولین بار ایدۀ تشکیل انجمنی را برای نمایندگی طراحان صنعتی در سطح بین‌المللی در کنگرۀ بین‌المللی مؤسسه زیبایی‌شناسی صنعتی در سال ۱۹۵۳میلادی ارائه کرد. شورای بین‌المللی انجمن‌های طراحان صنعتی (International Council of Societies of Industrial Designers) به‌ طور رسمی در نشستی در لندن در ۲۹ ژوئن ۱۹۵۷ میلادی تأسیس شد. نام آی‌سی‌اس‌آی‌دی (ICSID) نشان‌دهندۀ روحیه‌ای است که برای محافظت از منافع طراحان مجرب و تضمین استانداردهای جهانی طراحی است؛ بنابراین، افرادی که ابتدا مقاماتی را برای هیئت اجرایی انتخاب کردند، بر اساس اعتقاد شخصی عمل نکردند، بلکه نمایندۀ صدای اعضای جامعه و جامعۀ طراحی بین‌المللی بودند.
سپس این سازمان رسماً در پاریس ثبت شد و دفتر مرکزی خود را در آنجا تأسیس کرد. اهداف اولیۀ آی‌سی‌اس‌آی‌دی کمک به آگاهی عمومی از طراحان صنعتی، ارتقای استاندارد طراحی با تعیین استانداردهایی برای آموزش و تحصیل و تشویق همکاری میان طراحان صنعتی در سراسر جهان بود. برای انجام این کار، آی‌سی‌اس‌آی‌دی در سال ۱۹۵۹ میلادی اولین کنگره و مجمع عمومی را در استکهلم، سوئد برگزار کرد. در این اولین کنگره، قانون اساسی آی‌سی‌اس‌آی‌دی به همراه اولین تعریف طراحی صنعتی که در وب‌گاه آن‌ها یافت می‌شود رسماً تصویب شد (لطفاً به منابع خارجی مراجعه کنید). در طول این کنگره، نام رسمی آی‌سی‌اس‌آی‌دی از شورای بین‌المللی انجمن‌های طراحان صنعتی به شورای بین‌المللی انجمن‌های طراحی صنعتی تغییر یافت تا نشان دهد که سازمان خود را فراتر از مسائل حرفه‌ای درگیر خواهد کرد.
در طی سال‌ها آی‌سی‌اس‌آی‌دی به رشد خود ادامه داد و اکنون اعضایی از سراسر جهان در کشورهای سرمایه‌داری و غیر-سرمایه‌داری دارد. آی‌سی‌اس‌آی‌دی اکنون میزبان کنگره در مکان‌هایی مانند: ونیز، پاریس، وین، مونترآل، اسلوونی، گلاسگو، تایپه، تورنتو، سیدنی، کیوتو و لندن بوده‌ است.
در سال ۱۹۶۳ میلادی، آی‌سی‌اس‌آی‌دی موقعیت ویژه‌ای در یونسکو دریافت کرد، که آی‌سی‌اس‌آی‌دی با استفاده از طراحی برای بهبود وضعیت انسانی، به همکاری در پروژه‌های بسیاری مشارکت نماید. همان‌ طور که منافع بشردوستانۀ آن‌ها افزایش می‌یافت، آی‌سی‌اس‌آی‌دی تصمیم گرفت نوع جدیدی از کنفرانس را ایجاد کند که به طراحان صنعتی در یک کشور میزبان بپیوندند تا مشکلی با اهمیت منطقه‌ای و بین‌المللی را مطالعه کنند. این کنفرانس جدید که در سال ۱۹۷۱ میلادی در مینسک برگزار شد، اولین سمینار اینتردیزاین آی‌سی‌اس‌آی‌دی بود. این سمینارها فرصت‌هایی را برای توسعۀ حرفه‌ای طراحان حرفه‌ای در اواسط-شغلی فراهم کرد و به آن‌ها اجازه داد تا توانایی‌های خود را بر حل مسائل بین‌المللی متمرکز کنند. این اولین کنفرانس اینتردیزاین و کنفرانس‌های پس از آن، موقعیت آی‌سی‌اس‌آی‌دی را به عنوان نیروی محرکۀ همکاری بین‌المللی تثبیت کرد.
در سال ۱۹۷۱ میلادی، هفتمین کنگرۀ شورای بین‌المللی انجمن‌های طراحی صنعتی (آی‌سی‌اس‌آی‌دی) که توسط گروه طراحی صنعتی برای ترویج هنرهای تزئینی (ای‌دی‌آی / اف‌ای‌دی) در ایویسا (ایبیزا) برگزار شد، یک رویداد بدون سابقه در اسپانیا: فرآیند اجتماعی‌شدن و نمونه‌ای از این که چگونه انرژی کار مشترک، سرزندگی، تأمل فکری و اوقات فراغت می‌تواند در خدمت پروژه‌های گفتگو محور با ظرفیت ایجاد رویکردهای تخیلی و ساختار الگوهای رفتاری جدید قرار گیرد.
در سال ۱۹۷۴ میلادی، دبیرخانۀ آی‌سی‌اس‌آی‌دی از پاریس، فرانسه، به بروکسل، بلژیک، نقل مکان کرد و بعد به هلسینکی، فنلاند، و در سال ۲۰۰۵ میلادی، به مونترآل، کبک، کانادا، جایی که در حال حاضر در آن مستقر است، انتقال یافت.
در دهۀ ۱۹۸۰ میلادی، همکاری اهمیت بیشتری پیدا کرد، بنابراین کنگرۀ مشترک آی‌سی‌اس‌آی‌دی/آیکوگرادا/آی‌اف‌آی در هلسینکی برگزار شد. انگیزۀ این کنفرانس مشترک، توصیۀ مستقیم اعضای آی‌سی‌اس‌آی‌دی برای کشف روابط نزدیک‌تر با سایر سازمان‌های طراحی جهانی بود. در مجامع عمومی، همۀ شرکت‌کنندگان به اتفاق آراء دستورالعملی را برای بررسی گزینه‌ها برای روابط کاری نزدیک‌تر در آینده تصویب کردند. این سازمان‌ها سپس به یونسکو پیوستند تا پزشکان، طراحان صنعتی و گرافیک، و دستیاران را برای توسعۀ مبلمان اولیه برای مراکز بهداشتی روستایی، بسته‌بندی، حمل‌ونقل، تبرید و تزریق واکسن‌ها و طراحی دستگاه‌های جمع‌آوری داده‌ها برای استفاده میدانی گرد هم آورند.
در سال ۲۰۰۳ میلادی، آی‌سی‌اس‌آی‌دی و آیکوگرادا توافق‌نامه‌ای را بین هر دو سازمان در طول مجامع عمومی مربوطه خود برای تشکیل اتحاد بین‌المللی طراحی، یک مشارکت چند‌رشته‌ای که از طراحی پشتیبانی می‌کند، تصویب کردند. در سال ۲۰۰۸ میلادی، شرکای آی‌دی‌ای از عضو سوم، آی‌اف‌آی (فدراسیون بین‌المللی معماران/طراحان داخلی) استقبال کردند. هر سه شریک با هم در سال ۲۰۱۱ میلادی یک کنگرۀ مشترک تاریخی در تایپه، تایوان به نام کنگره آی‌دی‌ای برگزار کردند. این اتحاد در نوامبر ۲۰۱۳ میلادی خاتمه یافت.
در ژانویۀ سال ۲۰۱۷ میلادی، آی‌سی‌اس‌آی‌دی (ICSID) رسماً به سازمان طراحی جهانی (دبلیودی‌او) (WDO) تبدیل شد.